# فابیو پینتو
فابیو پینتو (انگلیسی: Fábio Pinto؛ زادهٔ ۹ اکتبر ۱۹۸۰) بازیکن سابق فوتبال اهل برزیل است که در پست مهاجم بازی می‌کرد.
وی همچنین در تیم ملی فوتبال زیر ۱۷ سال برزیل بازی کرده‌است.